# Thoroughfare Gap
Thoroughfare Gap je studiové album amerického hudebníka Stephena Stillse, vydané v říjnu 1978 u vydavatelství Columbia Records. Spolu se Stillsem jej produkovali Ron Albert a Howard Albert.

## Seznam skladeb
| Pořadí | Název                 | Autor                     | Délka |
| ------ | --------------------- | ------------------------- | ----- |
| 1.     | You Can't Dance Alone | Stephen Stills            | 4:14  |
| 2.     | Thoroughfare Gap      | Stills                    | 3:31  |
| 3.     | We Will Go On         | Stills                    | 2:41  |
| 4.     | Beaucoup Yumbo        | Stills, Joe Vitale        | 3:33  |
| 5.     | What's the Game       | Stills                    | 3:32  |
| 6.     | Midnight Rider        | Gregg Allman              | 3:39  |
| 7.     | Woman Lleva           | Stills                    | 3:13  |
| 8.     | Lowdown               | Stills                    | 3:46  |
| 9.     | Not Fade Away         | Buddy Holly, Norman Petty | 3:26  |
| 10.    | Can't Get No Booty    | Stills, Danny Kortchmar   | 3:44  |

## Obsazení
- Stephen Stills – zpěv, kytara, baskytara, perkuse, syntezátor, klavír
- Michael Finnigan – klavír, varhany, zpěv
- Albhy Galuten – klavír
- Andy Gibb – zpěv
- Al Gould – housle
- Paul Harris – klavír
- Brooks Honeycutt – zpěv
- Gerald Johnson – baskytara
- Kenny Kirkland – klavír
- Danny Kortchmar – kytara, perkuse, zpěv
- Joe Lala – perkuse
- Paul Lee – bicí
- Mike Lewis – aranžmá
- Dave Mason – zpěv
- Joey Murcia – kytara
- Richard O'Connell – bicí
- George Perry – baskytara, zpěv
- Kitty Pritikin – zpěv
- Verna Richardson – zpěv
- Lisa Roberts – zpěv
- Whitt Sidner – flétna
- George Terry – kytara
- Gerry Tolman – kytara
- John Sambatero – zpěv
- Joe Vitale – bicí, zpěv